# Johan Palmstruch
Johan Palmstruch (* 1611 in Riga; † 1671, vormals Wittmacher) war ein schwedischer Bankier und der Gründer der ersten schwedischen Zentralbank. Er führte als erster in Europa das ungedeckte Papiergeld ein.

## Leben
Johan Wittmacher wurde 1611 in Riga als Sohn des Kaufmannes Reinholdt Wittmacher geboren und reiste als junger Mann nach Amsterdam, wo er eine umfangreiche Geschäftstätigkeit entwickelte, bis er 1639 verhaftet wurde. Es soll dabei um unbezahlte Schulden gegangen sein. Er wurde erst im Jahre 1646 wieder freigelassen und zog im Jahr darauf nach Schweden. Dort wurde er dann im Jahre 1651 mit dem Namen Palmstruch in den Adelsstand erhoben.
Die schwedische Regierung genehmigte 1657 Palmstruch die Gründung einer Notenbank. Die Palmstruch-Bank war die erste Bank ihrer Art in Europa. Ab 1661 wurden Banknoten ausgegeben, die Kreditivsedlar genannt wurden. Weil die Bank zu viele Geldscheine ohne Edelmetalldeckung in den Umlauf gab, kam es zur Inflation, sodass die Bank die Noten später nicht mehr einlösen konnte. Deshalb wurde Johan Palmstruch erst zum Tode verurteilt, dann jedoch begnadigt und zu einer Gefängnisstrafe verurteilt. Erst 1670, kurz vor seinem Tode, wurde er aus dem Gefängnis entlassen.